# No te veo
«No te veo» es el sencillo debut del grupo de reggaetón Casa de Leones, lanzado en mayo de 2007, por Warner Music Latina de Warner Bros. Records.

## Estilo musical
La canción es conocida por su alegre sonido de club de baile y su instrumentación elegida basada en la música Calypso, lo que le da a la canción su propio sonido único en el género del reggaetón.

## Rendimiento posicional
En los EE. UU., la canción alcanzó el puesto número 4 en la lista Billboard Hot Latin Songs.

### Posiciones en listas
| Listas (2007)                  | Mejor posición |
| ------------------------------ | -------------- |
| U.S. Billboard Hot Latin Songs | 4              |

## Versiones/Remixes
La versión original de esta canción solo presenta a Jowell y Randy .  La versión de "Casa de Leones" con Guelo Star, J-King y Maximan se considera un remix.  Otro remix presenta a Randy y Lorna,  y un tercero con Jowell & Randy y Swizz Beatz, Pitbull, Rupee y Nina Sky .  También hay uno con Jowell & Randy y Lee Wilson,  y otro con Jowell & Randy, J-King, Guelo Star y Rupee.  Blend Dj Bob, Way Fell {The Best of los más sueltos}. 